# تسرووا (کروشوا)
تسرووا (به صربی: Cerova) یک روستا در صربستان است که در ناحیه راسینا واقع شده‌است. تسرووا ۴۰۱ نفر جمعیت دارد.